# Рокпорт (Техас)
Рокпорт (англ. Rockport) — город в США, расположенный в юго-восточной части штата Техас, административный центр округа Арансас. По данным переписи за 2010 год число жителей составляло 8766 человек, по оценке Бюро переписи США в 2018 году в городе проживало 10 759 человек.

## История
Рокпорт был основан после Гражданской войны для забоя скота, разделки, упаковки и транспортировки мяса и получил своё название из-за скалы, на которой он расположен. В 1870 году город принял устав, началось формирование органов местной власти. В 1871 году из округа Рефухио был выделен округ Арансас, Рокпорт стал частью нового округа. В 1886 году к городу была проведена железная дорога San Antonio and Aransas Pass Railway. В том же году компания Morgan Lines остановила свою работу в порту Рокпорта, и скотоводы остались без способа отправки мяса морем. В 1880-х годах получили развитие отрасли кораблестроения и рыбной ловли. Помимо этого Рокпорт был популярным туристическим направлением. Жители города начали изучать возможность создания глубоководной бухты и создания канала через песчаную отмель Арансас-Пасс. В 1890 году в городе было установлено электрическое освещение, начал работу первый банк, First National Bank of Aransas Pass. Спекуляции с недвижимостью потребовали инвестиций, которые местные жители не могли поддержать, в городе начался экономический спад. Проекты по постройке глубоководного порта в районе Рокпорта продолжали поступать в 1884, 1905, 1910 и 1921 годах. Последний проект под названием «План Корпус-Кристи» (англ. Corpus Christi plan) в итоге был лоббирован в Вашингтоне и в 1922 году президент Уоррен Гардинг подписал билль о создании порта в Корпус-Кристи. Порт был построен в 1926 году.
В 1907 году губернатор Томас Кэмпбелл назначил первого комиссионера региона и дал ему задачу ревизии и создания законов об охране диких животных, рыб и устриц. Позднее к северо-востоку от Рокпорта был открыт национальный заповедник Aransas National Wildlife Refuge. В 1912 году в городе была создана торговая палата, однако большая часть усилий по развитию центра города была прервана ураганом, произошедшим в 1919 году. В 1925—1930 годах стала развиваться добыча креветок, индустрия стала одной из основных в 1940-х годах. В 1935 году в Рокпорте и близлежащем Фултоне были построены порты, в Рокпорте был обустроен пляж. Во время Второй мировой войны в городе работала верфь по постройке охотников за подводными лодками. К 1989 году основными источниками доходов были ловля рыбы, креветок, а также туризм.
25 августа 2017 года на берег в районе Рокпорта вышел ураган Харви четвёртой категории по шкале ураганов Саффира — Симпсона. В результате урагана погиб один человек, нанесён гигантский экономический урон. Кроме этого, во время урагана спасатели не смогли вовремя прибыть на пожар, в результате которого погиб ещё один человек. В Рокпорте были разрушены целые блоки домов, здание городского суда было сильно повреждено после того как ураганный ветер швырнул в него фуру. Также была сильно повреждена старшая школа Фултона и Рокпорта, спортзал которой остался без нескольких стен, серьёзное повреждение одной из гостиниц потребовало эвакуации более 100 человек. Около 20 % населения Рокпорта спустя год так и не вернулось в город.

## География
Рокпорт находится в центральной части округа, его координаты: 28°02′51″ с. ш. 97°03′02″ з. д..
Согласно данным бюро переписи США, площадь города составляет около 38,9 км2, из которых 27,7 км2 занято сушей, а 11,2 км2 — водная поверхность.

### Климат
Согласно классификации климатов Кёппена, в Рокпорте преобладает влажный субтропический климат (Cfa).
| Показатель                    | Янв. | Фев. | Март | Апр. | Май  | Июнь | Июль | Авг. | Сен. | Окт. | Нояб. | Дек.  | Год   |
| ----------------------------- | ---- | ---- | ---- | ---- | ---- | ---- | ---- | ---- | ---- | ---- | ----- | ----- | ----- |
| Абсолютный максимум, °C       | 30,6 | 32,2 | 32,8 | 35,6 | 37,8 | 37,2 | 37,8 | 38,3 | 40,6 | 36,1 | 35,6  | 30,6  | 40,6  |
| Средний суточный максимум, °C | 17,7 | 19,3 | 22,5 | 25,6 | 28,6 | 31,2 | 32,3 | 32,6 | 31,4 | 27,9 | 23,4  | 19,2  | 26    |
| Средняя температура, °C       | 12,7 | 14,6 | 18,1 | 21,7 | 25,2 | 28   | 28,9 | 28,9 | 27,2 | 23,3 | 18,6  | 14,2  | 21,8  |
| Средний суточный минимум, °C  | 7,8  | 9,8  | 13,7 | 18   | 21,9 | 24,8 | 25,4 | 25,3 | 23,1 | 18,8 | 13,7  | 9,2   | 17,6  |
| Абсолютный минимум, °C        | −10  | −5,6 | −5   | 3,3  | 10,6 | 14,4 | 17,8 | 17,8 | 10   | −1,7 | −2,8  | −11,1 | −11,1 |
| Норма осадков, мм             | 59   | 54   | 47   | 47   | 91   | 94   | 78   | 84   | 151  | 106  | 68    | 53    | 933   |
| Источник: weatherbase.com     |      |      |      |      |      |      |      |      |      |      |       |       |       |

## Население
Согласно переписи населения 2010 года в городе проживало 8766 человек, было 3809 домохозяйств и 2453 семьи. Расовый состав города: 88,7 % — белые, 1,5 % — афроамериканцы, 0,7 % — коренные жители США, 2,4 % — азиаты, 0,1 % — жители Гавайев или Океании, 4,7 % — другие расы, 2 % — две и более расы. Число испаноязычных жителей любых рас составило 20,8 %.
Из 3809 домохозяйств, в 23,3 % живут дети младше 18 лет. 50,3 % домохозяйств представляли собой совместно проживающие супружеские пары (11,9 % с детьми младше 18 лет), в 10,7 % домохозяйств женщины проживали без мужей, в 3,5 % домохозяйств мужчины проживали без жён, 35,6 % домохозяйств не являлись семьями. В 30,2 % домохозяйств проживал только один человек, 14,5 % составляли одинокие пожилые люди (старше 65 лет). Средний размер домохозяйства составлял 2,19 человека. Средний размер семьи — 2,68 человека.
Население города по возрастному диапазону распределилось следующим образом: 19,8 % — жители младше 20 лет, 17,7 % находятся в возрасте от 20 до 39, 34,1 % — от 40 до 64, 28,1 % — 65 лет и старше. Средний возраст составляет 50,6 года.
Согласно данным опросов пяти лет с 2013 по 2017 годы, медианный доход домохозяйства в Рокпорте составляет 59 549 долларов США в год, медианный доход семьи — 72 652 доллара. Доход на душу населения в городе составляет 30 706 долларов. Около 13,8 % семей и 18,5 % населения находятся за чертой бедности. В том числе 34,8 % в возрасте до 18 лет и 4,8 % старше 65 лет.

## Местное управление
Управление городом осуществляется мэром и городским советом, состоящим из 4 человек. Один из членов совета выбирается заместителем мэра. Мэр избирается всем городом, а члены совета избираются по округам, сроком на два года.
Другими важными должностями, на которые происходит наём сотрудников, являются:
- Сити-менеджер
- Городской секретарь
- Финансовый директор
- Директор общественных работ и строительства
- Начальник службы парков и отдыха
- Шеф полиции

## Инфраструктура и транспорт
Основными автомагистралями, проходящими через Рокпорт, являются:
- автомагистраль 35 Техаса идёт с северо-востока от Порт-Лаваки на юго-запад к Корпус-Кристи.

В городе располагается аэропорт округа Арансас. Аэропорт располагает двумя взлётно-посадочными полосами длиной 1709 и 1371 метров соответственно. Ближайшим аэропортом, выполняющим коммерческие рейсы, является международный аэропорт Корпус-Кристи. Аэропорт находится примерно в 60 километрах к юго-западу от Рокпорта.

## Образование
Город обслуживается независимым школьным округом округа Арансас. В городе также работает частная школа Sacred Heart School.

## Экономика
Согласно финансовому отчёту города за 2017-2018 финансовый год, Рокпорт владел активами на $97,14 млн, долговые обязательства города составляли $59,29 млн. Доходы города составили составили $28,77 млн, расходы города — $21,57 млн.
Основными работодателями в городе являются:
| Работодатель                                                | Число работников |
| ----------------------------------------------------------- | ---------------- |
| Независимый школьный округ округа Арансас                   | 521              |
| Walmart                                                     | 250              |
| Региональный медицинский центр Care Regional Medical Center | 210              |
| H-E-B                                                       | 185              |
| Wood Group Production Service                               | 181              |
| Округ Арансас                                               | 175              |
| Город Рокпорт                                               | 130              |
| Штат Техас                                                  | 107              |
| Gulf Pointe Plaza                                           | 102              |
| Rockport Coastal Care Center                                | 90               |

## Отдых и развлечения
Ежегодно в Рокпорте проводятся фестиваль искусств в июле и морская ярмарка в октябре.
Туристические виды отдыха в регионе включают в себя рыбалку, плавание и наблюдение за птицами.
В городе есть ряд исторических зданий, популярных мест посещения туристов, таких как дом-музей Хупса-Смита.